# Diário Oficial do Estado de Alagoas
O Diário Oficial do Estado de Alagoas é o jornal encarregado de cumprir o princípio constitucional da publicidade para validação e circulação de publicações dos atos das instituições públicas e privadas do estado brasileiro de Alagoas.

## História
Em 15 de janeiro de 1912 o decreto nº 537, do governador Euclides Vieira Malta, cria a Imprensa Oficial do Estado de Alagoas incumbida de editar o Diário Oficial do estado, cuja primeira edição circulou dois dias depois, em dia 17 de janeiro do mesmo ano.
Em 2000, o governo de Alagoas homenageou o escritor Graciliano Ramos, nascido em Alagoas, passando a denominar a Imprensa Oficial de Imprensa Oficial Graciliano Ramos, visto que o mesmo também foi diretor da Imprensa Oficial do Estado de Alagoas no interregno de 31 de maio de 1930 a 26 de dezembro de 1931.

## Estilo de publicação
Os textos deverão ser digitados em Word (normal), em fonte Times New Roman, tamanho 8 e largura de 9,3 cm, sendo encaminhados diretamente ao parque gráfico à Av. Fernandes Lima, s/n, km 7, Gruta de Lourdes - Maceió/AL, no horário das 08h às 15h ou pelo e-mail materias@imprensaoficialal.com.br.